# Comuna Horoatu Crasnei, Sălaj
Horoatu Crasnei (în maghiară Krasznahorvát), este o comună în județul Sălaj, Transilvania, România, formată din satele Horoatu Crasnei (reședința), Hurez, Stârciu și Șeredeiu.

## Demografie
Componența etnică a comunei Horoatu Crasnei
     Români (75,85%)
     Maghiari (11,54%)
     Romi (7,41%)
     Alte etnii (0%)
     Necunoscută (5,19%)
Componența confesională a comunei Horoatu Crasnei
     Ortodocși (58,49%)
     Penticostali (14,75%)
     Reformați (11,34%)
     Greco-catolici (6,7%)
     Baptiști (1,35%)
     Creștini după evanghelie (1,27%)
     Alte religii (0,52%)
     Necunoscută (5,59%)
Conform recensământului efectuat în 2021, populația comunei Horoatu Crasnei se ridică la 2.522 de locuitori, în creștere față de recensământul anterior din 2011, când fuseseră înregistrați 2.485 de locuitori. Majoritatea locuitorilor sunt români (75,85%), cu minorități de maghiari (11,54%) și romi (7,41%), iar pentru 5,19% nu se cunoaște apartenența etnică. Din punct de vedere confesional, majoritatea locuitorilor sunt ortodocși (58,49%), cu minorități de penticostali (14,75%), reformați (11,34%), greco-catolici (6,7%), baptiști (1,35%) și creștini după evanghelie (1,27%), iar pentru 5,59% nu se cunoaște apartenența confesională.

## Politică și administrație
Comuna Horoatu Crasnei este administrată de un primar și un consiliu local compus din 11 consilieri. Primarul, Marian Mirișan[*], de la Partidul Național Liberal, este în funcție din octombrie 2020. Începând cu alegerile locale din 2024, consiliul local are următoarea componență pe partide politice:
|  | Partid                                 | Consilieri | Componența Consiliului | Componența Consiliului | Componența Consiliului | Componența Consiliului | Componența Consiliului | Componența Consiliului | Componența Consiliului |
|  | -------------------------------------- | ---------- | ---------------------- | ---------------------- | ---------------------- | ---------------------- | ---------------------- | ---------------------- | ---------------------- |
|  | Partidul Național Liberal              | 7          |                        |                        |                        |                        |                        |                        |                        |
|  | Partidul Social Democrat               | 2          |                        |                        |                        |                        |                        |                        |                        |
|  | Uniunea Democrată Maghiară din România | 1          |                        |                        |                        |                        |                        |                        |                        |
|  | Uniunea Salvați România                | 1          |                        |                        |                        |                        |                        |                        |                        |

## Atracții turistice
- Biserica reformată din satul Horoatu Crasnei, construcție secolul al XV-lea, monument istoric
- Biserica ortodoxă din satul Stârciu
- Clopotnița de lemn a bisericii reformate din Horoatu Crasnei, construcție secolul al XVIII-lea, monument istoric
- Izvorul Îngerului de la Stârciu
- Situl arheologic de la Stârciu

## Personalități născute aici
- Lujza Orosz (1926 - 2020), actriță maghiară.